# Placówka Straży Celnej „Łaziska”

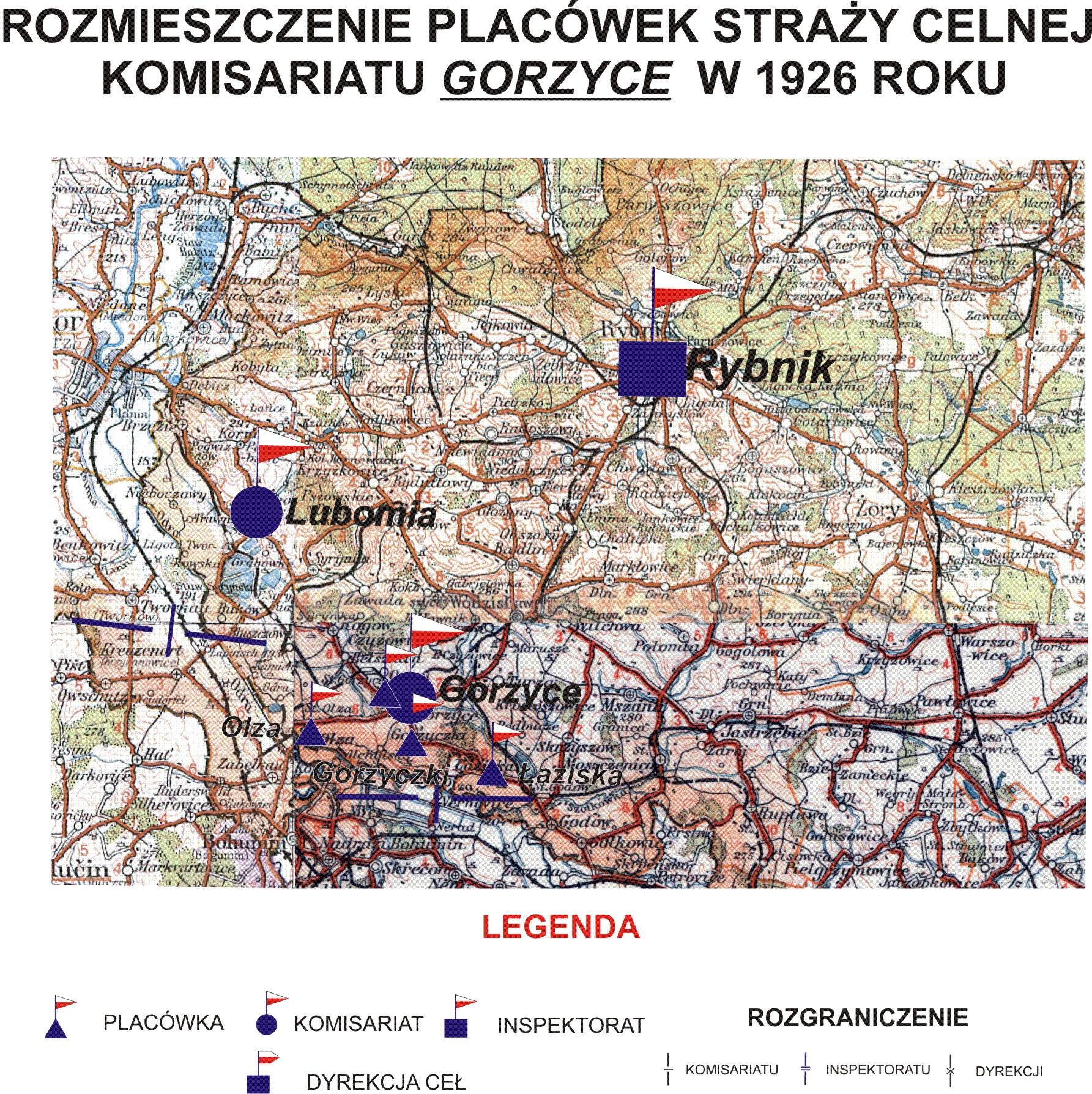
Rozmieszczenie placówek SC Komisariatu Gorzyce w 1926 r.

Placówka Straży Celnej „Łaziska” – jednostka organizacyjna Straży Celnej pełniąca w okresie międzywojennym służbę ochronną na granicy polsko-czechosłowackiej.

## Formowanie i zmiany organizacyjne
Na wniosek Ministerstwa Skarbu, uchwałą z 10 marca 1920 roku, powołano do życia Straż Celną. Od połowy 1921 roku jednostki Straży Celnej rozpoczęły przejmowanie odcinków granicy od pododdziałów Batalionów Celnych. Początek działalności Straży Celnej na Śląsku datuje się na dzień 15 czerwca 1922 roku. Proces jej tworzenia  trwał do końca 1922 roku. Placówka Straży Celnej „Łaziska” weszła w podporządkowanie komisariatu Straży Celnej „Gorzyce” z Inspektoratu SC „Rybnik”.
W drugiej połowie 1927 roku przystąpiono do gruntownej reorganizacji Straży Celnej. W praktyce skutkowało to rozwiązaniem tej formacji granicznej. Ochronę północnej, zachodniej i południowej granicy państwa przejęła powołana z dniem 2 kwietnia 1928 roku Straż Graniczna. W strukturach nowo powstałej formacji placówki „Łaziska” nie odtworzono.

## Funkcjonariusze placówki
Kierownicy placówki
| stopień    | imię i nazwisko, numer | okres pełnienia służby | kolejne stanowisko |
| ---------- | ---------------------- | ---------------------- | ------------------ |
| przodownik | Edward Kiełbus (461)   | był w 1926             |                    |

Obsada personalna placówki w 1926:
- przodownik Edward Kiełbus (461)
- starszy strażnik Wilhelm Piecha (68)
- strażnik Marcin Nowak (715)
- strażnik Szczepan Kukla (550)
- strażnik Wiktor Błędowski (42)
- strażnik Stefan Wojtczak (1110)